# Sirystes
Genre
Sirystes est un genre d'oiseaux de la famille des Tyrannidae.

## Liste des espèces
Selon la classification de référence du Congrès ornithologique international (version 9.1, 2019) :
- Sirystes albocinereus Sclater, PL & Salvin, 1880 – Tyran à croupion blanc
- Sirystes albogriseus (Lawrence, 1863) – Tyran du Choco
- Sirystes sibilator (Vieillot, 1818) – Tyran siffleur
  - Sirystes sibilator sibilator (Vieillot, 1818)
  - Sirystes sibilator atimastus Oberholser, 1902
- Sirystes subcanescens Todd, 1920 – Tyran de Todd